# Mannesmann Eurokom
Mannesmann Eurokom war ein deutscher Mobilfunknetzbetreiber, der Mitte der 90er Jahre über eine qualifizierte Mehrheit am digitalen Mobilfunknetz D2 verfügte.
Der Mutterkonzern Mannesmann mit Sitz in Düsseldorf zählte damals zu den größten bundesdeutschen Industrieunternehmen mit einem Umsatz vom 28,0 Mrd. DM und einem Jahresüberschuss von 63 Mio. DM (1992).
Zu den Tochterunternehmen der Mannesmann Eurokom zählte wiederum Communications Network International (CNI), an der auch RWE Telliance und die Deutsche Bank AG Anteile hielten. Die Telekommunikationstochter übernahm im Juli 1996 für knapp drei Milliarden DM einen Anteil von 49,8 Prozent an der DBKom. Mit dem Zuschlag an CNI erhielt wiederum auch die größte Telekommunikationsgesellschaft der Welt, AT&T, Zugang zum deutschen Markt.
Mannesmann galt, neben der seit Herbst 1996 bestehenden Allianz aus RWE und Veba, als Hauptkonkurrenz der Telekom auf dem deregulierten Telekommunikationsmarkt in der Bundesrepublik nach 1998.